# La Tribune des Peuples
La Tribune des Peuples (fr. Trybuna Ludów) – międzynarodowy dziennik polityczny, głoszący idee Wiosny Ludów, wydawany w języku francuskim od 15 marca do 13 czerwca 1849 i ponownie od 1 października do 10 listopada tego samego roku w Paryżu. Łącznie ukazało się 158 numerów.

## Historia
Dziennik założył dzięki sporej dotacji (prawdopodobnie 200 000 franków) Ksawerego Branickiego (1816–1879) i redagował Adam Mickiewicz, który po nieudanej próbie zorganizowania Legionu Polskiego we Włoszech, zamierzał w ten sposób wpłynąć na międzynarodową atmosferę w celu przybliżenia perspektyw przywrócenia niepodległości Polsce. Pismo zgromadziło wokół siebie grono lewicowych działaczy i publicystów często zbliżonych do poglądów utopijnego socjalizmu. Oprócz Polaków, do których należeli Ksawery Bronikowski, Edmund Chojecki, Franciszek Grzymała, znaleźli się także autorzy francuscy, włoscy, rosyjscy, rumuńscy (łącznie ponad 70 osób). 
Pismo otwierało motto z uchwały francuskiego Zgromadzenia Narodowego z dnia 24 maja 1848: Układ braterski z Niemcami. Wyzwolenie Włoch. Odbudowanie wolnej i niepodległej Polski. Na łamach Trybuny Ludów Mickiewicz (najpewniej główny publicysta) przyznawał Francji przodownictwo europejskie, zarówno w dziedzinie postępu, a także jako siedliska wrogów ludu (cytat: we Francji również znajdują się nasi najbardziej oddani przyjaciele, a zarazem najzręczniejsi, najsilniejsi z naszych wrogów). Mickiewicz z właściwym sobie temperamentem wyjaśniał, czym jest Odpowiedzialność władzy według pojęć ludu, zastanawiał się nad przyczynami i skutkami tego, iż Włochom brakuje pieniędzy, tłumaczył Europie, czym jest Rosja, Socjalizm, na czym polega Siła Francji i co przyniosą rezultaty Nieinterwencji w sprawy włoskie, komentował Manifest cesarza rosyjskiego, formułował Przestrogę dla demokratów amerykańskich.
Nazwisko A. Mickiewicza pojawiło się w gazecie tylko raz (w informacji z 16 października 1849 r. pod oświadczeniem o ustąpieniu wszystkich Polaków z redakcji pisma), badacze ustalili jednak (głównie dzięki zapiskom przyjaciół poety: Aleksandra Biergela i Aleksandra Chodźki) jego autorstwo ponad 90 artykułów (według Stefana Kieniewicza), w większości o charakterze wstępnym lub będących polemikami o bieżących sprawach politycznych. Po raz pierwszy opublikował je początkowo w liczbie 39 jego syn, Władysław Mickiewicz w tomie La politique du dix-neuviéme siécle (Paryż, 1870), później w 1907 edycję pełną. Przetłumaczone zostały przez L. Rettela, A. Krasnowolskiego, B. Kielskiego, E. Haeckera i L. Płoszewskiego.
13 czerwca 1849 dziennik został zawieszony za umieszczenie (pod nieobecność A. Mickiewicza) apelu do uczestnictwa w nieudanej manifestacji politycznej zorganizowanej przez opozycję parlamentarną zwaną Nową Górą. Wznowiono publikację po odwołaniu stanu oblężenia we Francji. Mickiewiczowi zagrożono jednak deportacją w razie dalszej współpracy z Trybuną, toteż kierował on nią potajemnie, a materiały dostarczał przepisane obcą ręką. Gazeta przestała się ukazywać po wymuszonym przez ambasadę rosyjską w Paryżu ustąpieniu Polaków z redakcji pisma.